# Megachile metallescens
Megachile metallescens är en biart som beskrevs av Cockerell 1918. Megachile metallescens ingår i släktet tapetserarbin, och familjen buksamlarbin. Inga underarter finns listade i Catalogue of Life.